# Cala Barril
La Cala Barril està situada a l'illa de Menorca i concretament al nord del municipi d'Es Mercadal, prop de l'illa de ses Bledes.

## Descripció
De la Cala a Es Mercadal hi ha uns 12 quilòmetres. Està situada entre la punta del seu mateix nom i Cala Calderer. Des d'allà es pot veure l'illa d'es Colom i Bledes (zona especial de protecció d'aus). És una platja tranquil·la i amb poca afluència de banyistes. Quan la mar toca la terra ferma dona lloc a un talús en forma de cercle, compost d'arena vermellosa i de vegades algues. Està a la zona de l'ANEI de Menorca. És una cala de dimensions petites i està encaixonada entre els empits.

## Galeria d'imatges

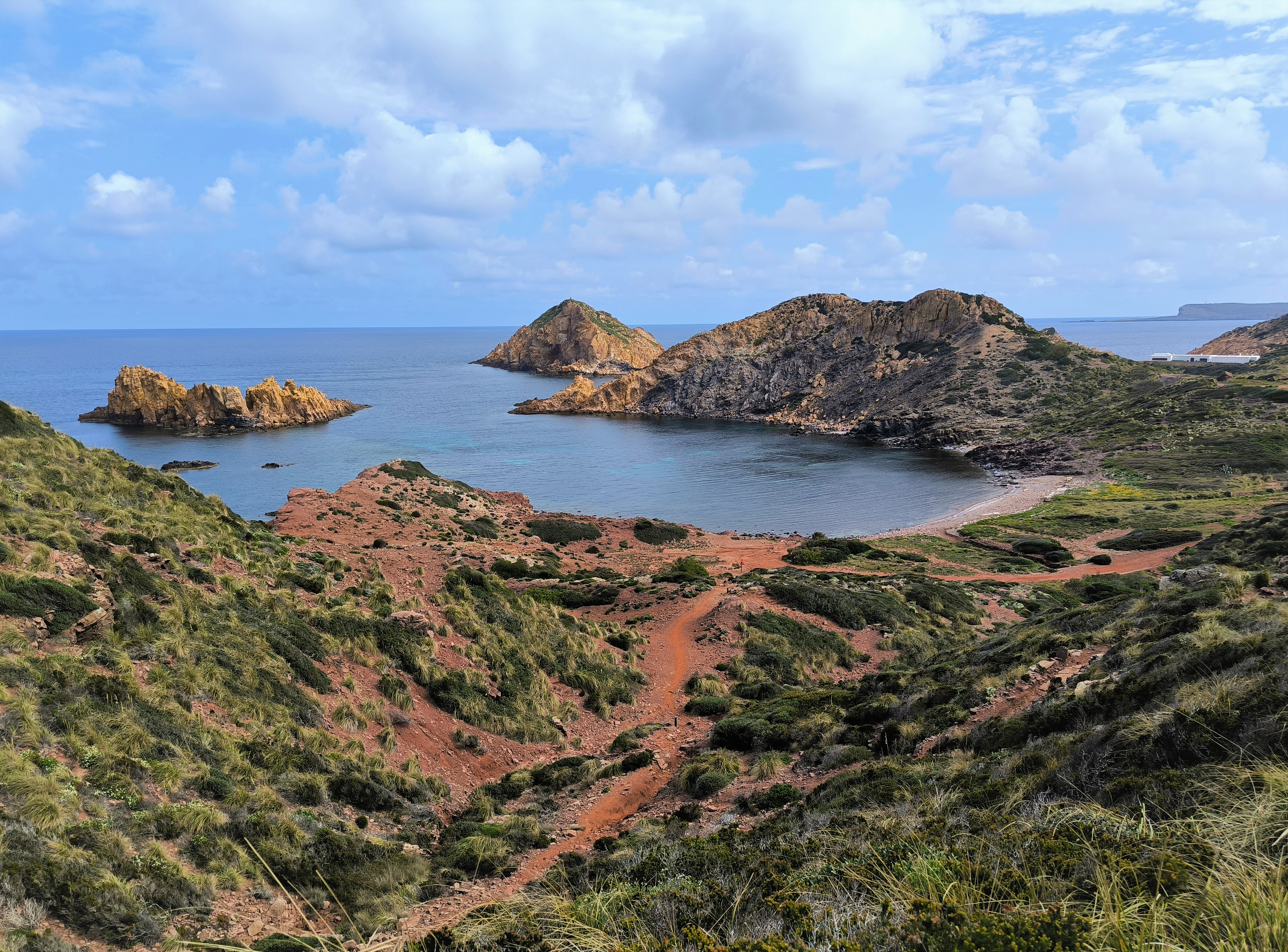
Cala Barril
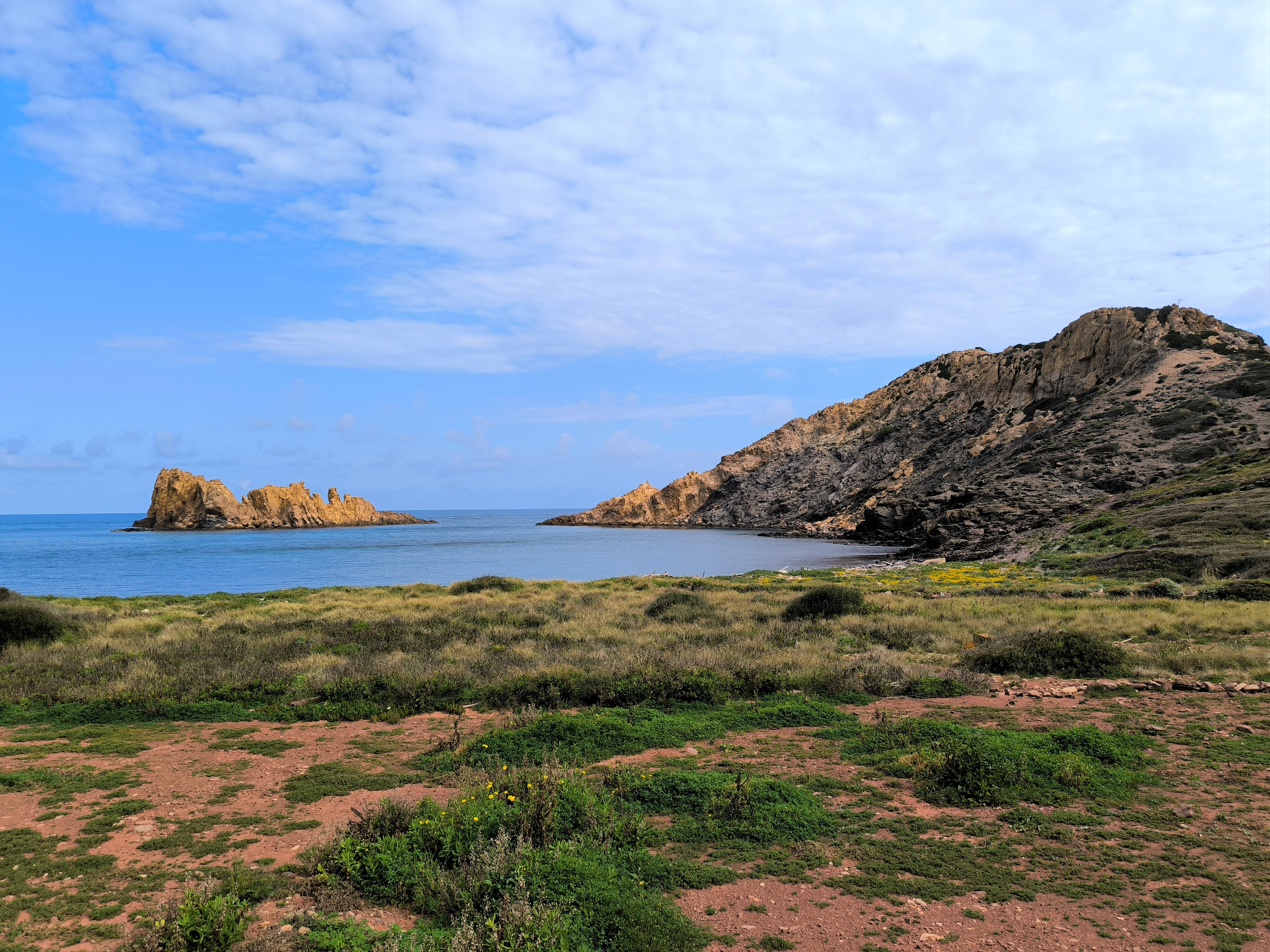
Cala Barril
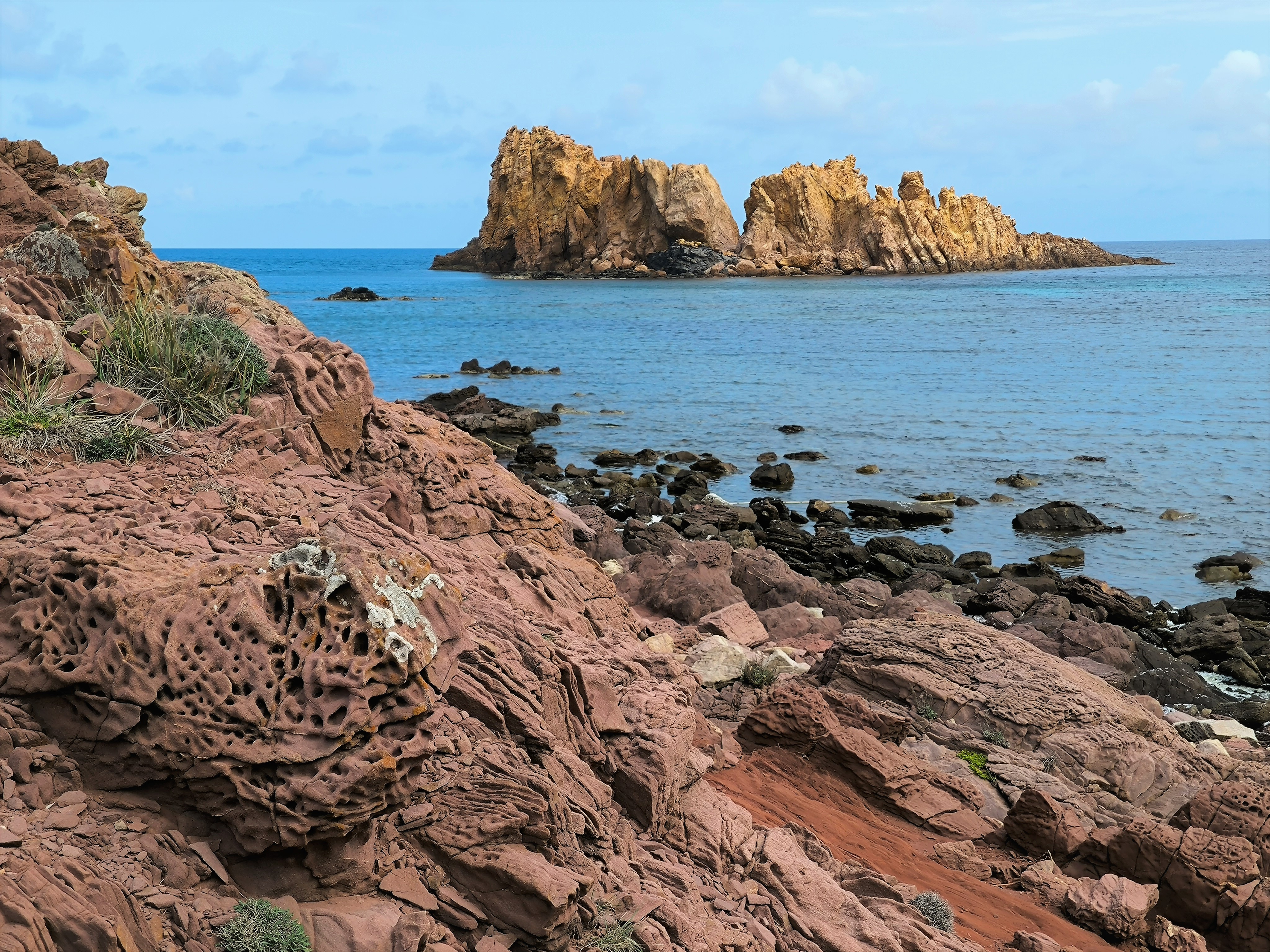
Cala Barril
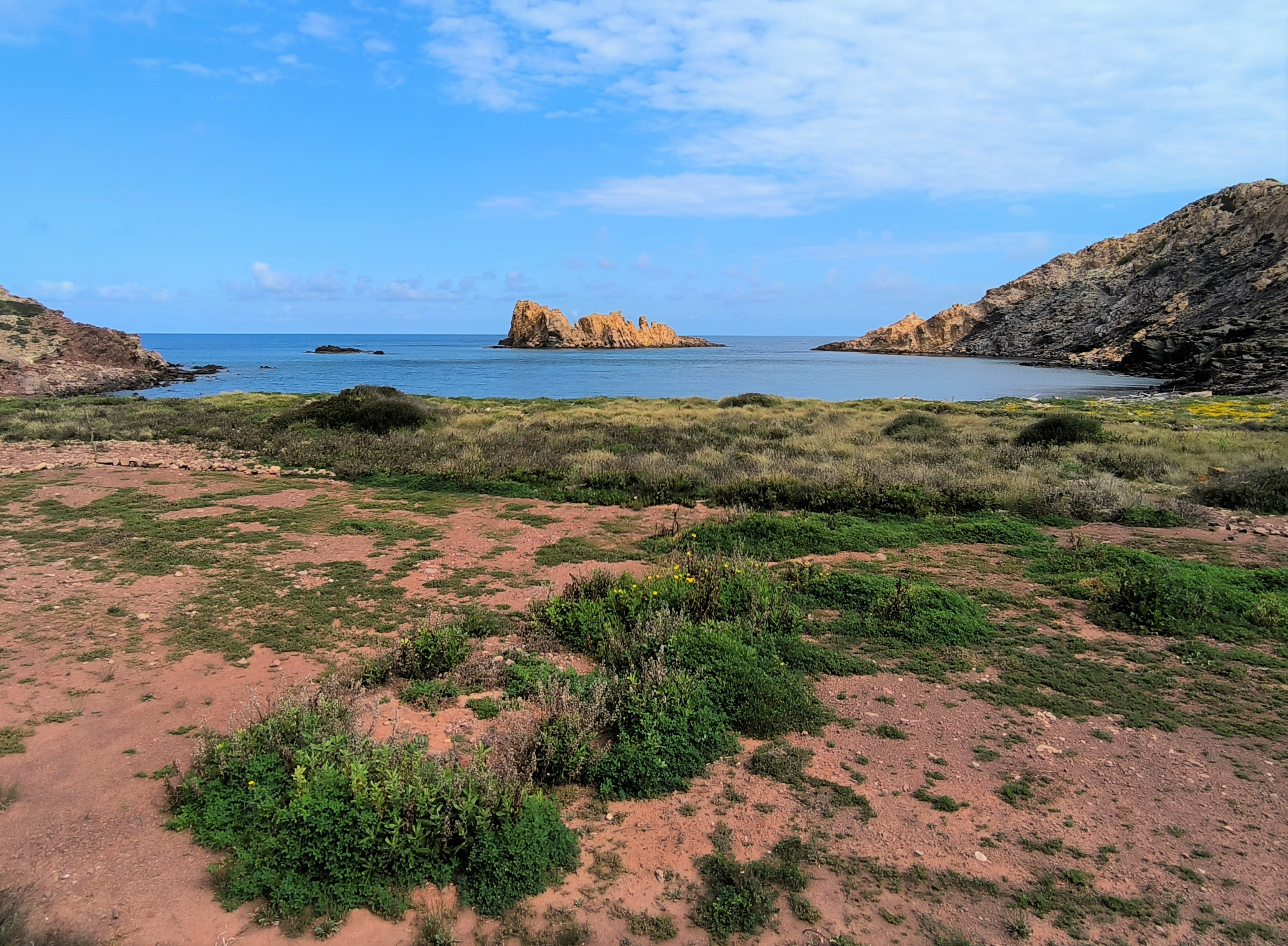
Cala Barril